# Gargui

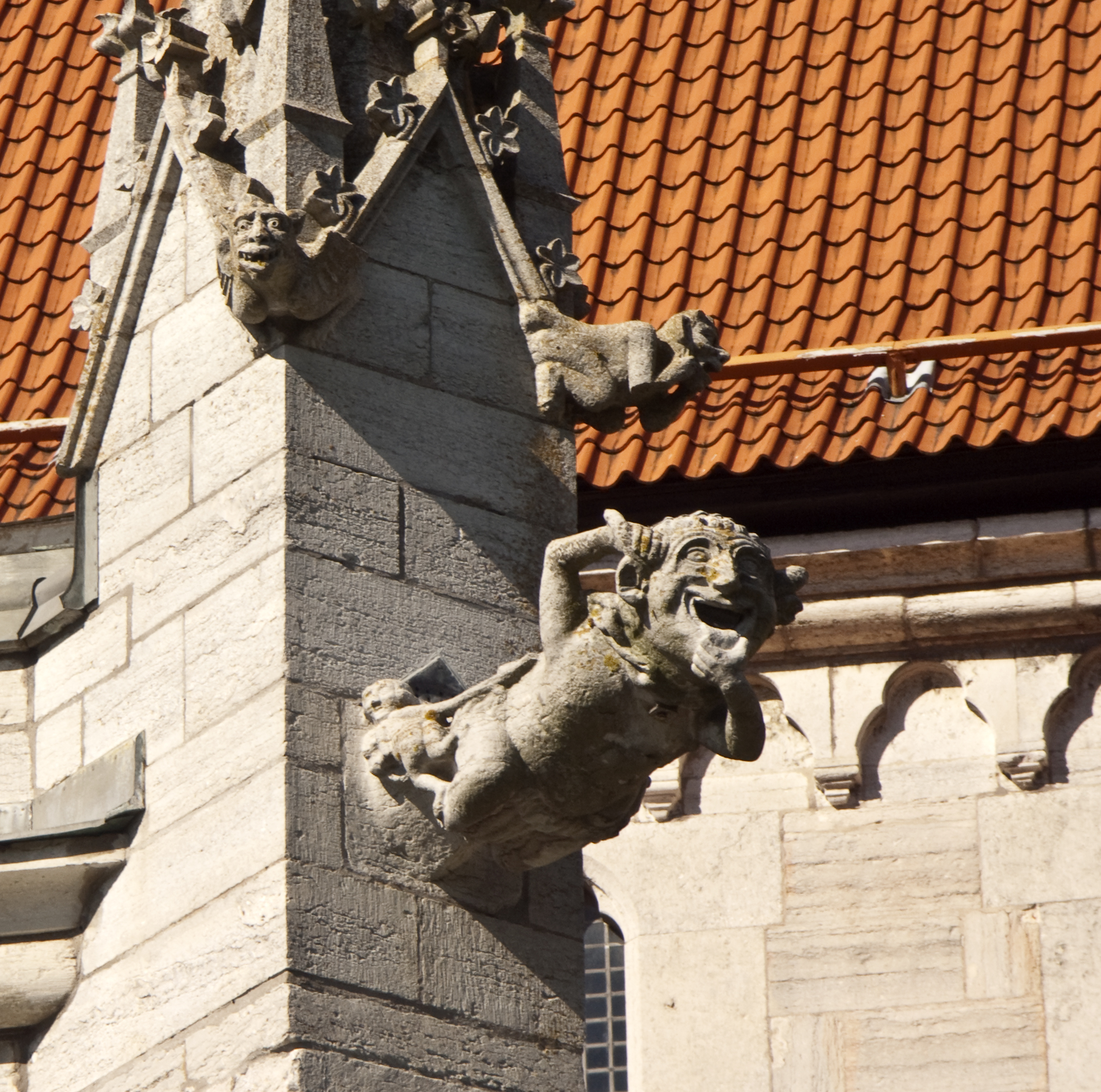
Gargui reprezentând un demon comic la baza unui pinaclu cu alte două garguie, la scară mai mică, Visby, Suedia.

Garguiele (din franceză gargouille) sunt ornamente, adeseori în formă de cap de animal fantastic, situate la capătul unui jgheab sau burlan, pentru scurgerea apei de ploaie de pe acoperiș. Animalele sunt reprezentate în general cu aripi, ciocuri și gheare puternice.
Expresivitatea acestui detaliu, compoziția sa neobișnuită (de fapt, o statuie recunoscută) și neconcordanța evidentă dintre temele doctrinare ale ansamblurilor sculptură centrale ale bisericilor gotice au dus la atenția pe care gargui a atras-o de la trezirea interesului "medievalului" din prima jumătate a secolului al XIX-lea. În Europa postclasică, imaginile acestor elemente arhitecturale minore s-au dovedit a fi cerute atât ca o cheie pentru interpretarea fenomenului evului mediu, cât și pentru toate tipurile de comparații semantice în contextul civilizației moderne. Deja în secolul al XX-lea, în domeniul științei și cinematografiei, și după ele în cultura populară în general, conceptul a fost reinterpretat în așa fel încât a devenit nu un element funcțional al structurii, ci caracterul însuși, sculptat în piatră pentru a asigura o scurgere organizată a apei de pe acoperiș, și în afara acestei funcții. Proiecția acestui punct de vedere este un amestec de concepte despre ghiocel și himeră, precum și ipoteza falsă a existenței în sistemul de teratologie medievală vest-europeană a garguiurilor demonice, ale căror imagini erau presupuse a fi așezate pe streșinile clădirilor, de exemplu, pentru a speria spiritele rele. În manifestările extreme ale acestei transformări semantice, care a câștigat impulsul cu răspândirea modului în genul fanteziei, chiar și ideea legăturii cu prototipul sculptural poate fi pierdută. În utilizarea modernă, garguiele înseamnă adesea creaturi demonice semi-antropomorfe (de obicei în aripi) care apar în parcele fantastice și pot fi folosite ca o metaforă pentru deformarea fizică.

## Legături externe
- „gargui” la DEX online